# Ma (divinità)

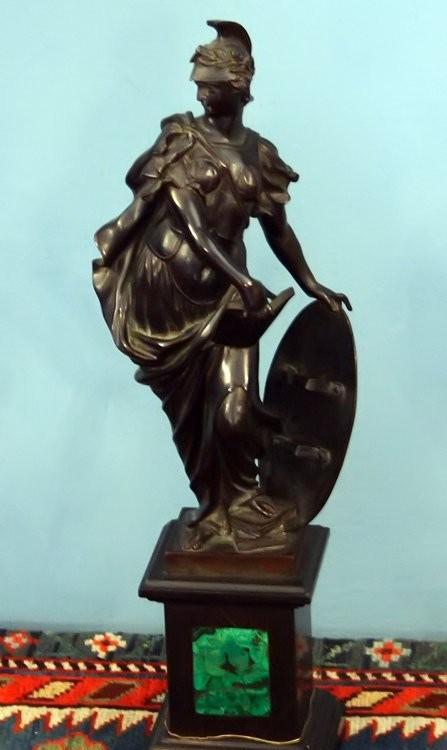
Scultura in bronzo del XVII secolo che raffigura Bellona (Castello Reale di Varsavia.

Con il nome di Ma si indica di un'importante divinità femminile, che anticamente era venerata nella regione anatolica della Cappadocia, precisamente nella città di Comana, che era governata dal suo sommo sacerdote. Questa divinità era di fatto una delle molte manifestazioni della Grande Madre anatolica. Il suo culto affondava probabilmente le proprie radici nella preistoria dell'odierna Anatolia e fu praticato in maniera ininterrotta, anche se con diverse varianti, fino all'avvento del Cristianesimo. In epoca ellenistica fu identificata con Enio e in quella romana con Bellona. 